# Ligusticopsis multivittata
Ligusticopsis multivittatum är en växtart i släktet Ligusticopsis, och familjen flockblommiga växter.
Arten är en perenn ört som förekommer i västra Sichuan och nordvästra Yunnan i Kina. Den beskrevs först som Ligusticum multivittatum av Adrien René Franchet 1894, och fick sitt nu gällande namn av Gerfried Horand Leute 1969.